# Certificat d'aptitude professionnelle
Pour les articles homonymes, voir CAP et Capa.
Le certificat d'aptitude professionnelle (CAP), certificat d'aptitude professionnelle agricole (CAPA) ou encore certificat d'aptitude professionnelle maritime (CAPM), est un diplôme français d'études secondaires et d'enseignement professionnel, créé en 1911. Il donne une qualification d'ouvrier ou d'employé qualifié de niveau 3 enregistré au répertoire national des certifications professionnelles (RNCP) dans un métier déterminé.
Les CAP sont délivrés par le ministère chargé de l'éducation nationale, les CAPA par le ministère chargé de l'agriculture, et les CAPM par le ministère chargé des affaires maritimes.

## Histoire
Avant la création du CAP, les employeurs, municipalités ou diverses associations organisaient des cours professionnels pour des jeunes de 13 à 18 ans. La direction de l'enseignement technique souhaite encadrer ces cours et crée par le décret du 24 octobre 1911 un « Certificat de capacité professionnelle » (CCP) strictement réservé aux jeunes apprentis, transformé par la loi Astier du 25 juillet 1919 en « Certificat d’aptitude professionnelle » (CAP) sous l'influence des employeurs qui veulent se réserver le droit de décider de la capacité de leurs futurs ouvriers. Le diplôme, ouvert à peu de personnes au départ, se développe progressivement, qualifiant dans les années 1930 15 000 jeunes dans plus de 3 500 spécialités différentes. En 1936, le Front populaire décide d'intégrer ce premier diplôme professionnel dans les grilles de classification des conventions collectives, légitimant cette formation ouvrière.
Sous le régime de Vichy, l'État régule la formation professionnelle et prend le monopole de la délivrance de ce diplôme devenu national : après une formation de trois ans (à l'école ou en apprentissage), standardisée par la Direction de l'enseignement technique, le taux de réussite à l'examen atteint 60 % dans le meilleur des cas, les employeurs et l'État montrant leur exigence face à ce diplôme. L’enseignement professionnel est intégré dans les années soixante à l’ensemble du système scolaire qui prend le pas sur la formation en apprentissage. Dans ces années, 1950-1970, le CAP connaît une période d’essor : les flux d’entrée dans les centres d’apprentissage atteint environ 15 % pour les garçons de la génération née en 1942 et 10 % pour les filles alors qu’ils n’atteignaient qu’environ 5 % pour la génération de garçons nés en 1932 et 3 % pour les filles. Le CAP passe  de 100 000 admis par an dans les années 1950 à plus de 200 000 dans les années 1970.
En 1959, le gouvernement décide de transformer les centres d'apprentissage (CA) en collèges d'enseignement technique (CET) qui deviendront à leur tour des lycées d'enseignement professionnel en 1975, puis des lycées professionnels en 1985.
Le CAP étant considéré comme un diplôme trop lié à l'artisanat ou liés à des métiers de l'industrie qui décline, de nouveaux diplômes sont créés, comme le brevet d'études professionnelles (BEP) en 1965 puis le baccalauréat professionnel en 1985. Le ministère français de l'Éducation le retire des lycées professionnels et l'intègre alors à l'apprentissage ou la formation continue, le ministre Claude Allègre engageant à la fin des années 1990 une politique de « refondation » du CAP.

## Critiques
Devenu un instrument des politiques de massification au second degré, le CAP devient la quatrième filière d’enseignement dans la hiérarchie scolaire, derrière la filière générale, technologique et professionnelle. Cette situation fait l'objet de critique politique, le CAP accueillant beaucoup de jeunes en difficulté scolaire dans des spécialités et dont la formation professionnelle n'est pas bien corrélée avec les demandes des entreprises.

## Le diplôme
Le CAP est un diplôme de niveau 3,,, qui se déroule en 2 années. Le diplôme est doté d’une spécialité et comporte sept unités obligatoires et éventuellement une unité facultative. Une période en milieu professionnel de 12 à 16 semaines est obligatoire. Il existe près de 200 spécialités. Le CAP s’obtient par le passage d’examens ou par la voie par la validation des acquis de l'expérience. La formation se fait dans un lycée professionnel ou dans un centre de formation d'apprentis, dans le cadre de la formation professionnelle continue ou par l’enseignement à distance.
| Niv 4 Bac +0 17 |                                   | Baccalauréat général Arts, SES, SVT, HGGSP, Humanités, LCA, LLCE, Maths, PC, NSI, SVT, SITerminale générale |                                   | Baccalauréat technologique STAV, ST2S, STD2A, STMG, S2TMD, STI2D, STHR, STLTerminale technologique |                     | Baccalauréat professionnel Alimentaire, Vente, Beauté, Bâtiment, Santé, Design, Véhicules, NumériqueTerminale professionnelle | BMA                                   | BP                                    | CS5 CS4 CS3                           | BM                                    | BTM |
| Niv 3 16        | Première générale                 | Première technologique                                                                                      | Première professionnelle          | CAP 2e année                                                                                       | CAP 2e année        | CAP 2e année | CAP 2e année                          | CAP 2e année                          |                                       |                                       |     |
| 15              | Seconde générale et technologique | Seconde générale et technologique                                                                           | Seconde générale et technologique | Seconde professionnelle                                                                            | CAP 1re année       | CAP 1re année | CAP 1re année                         | CAP 1re année                         | CAP 1re année                         |                                       |     |
| RNCP Âge        | Lycée général                     | | Lycée technologique               | | Lycée professionnel | Centre de formation d'apprentis (CFA)                                                                                         | Centre de formation d'apprentis (CFA) | Centre de formation d'apprentis (CFA) | Centre de formation d'apprentis (CFA) | Centre de formation d'apprentis (CFA) |     |

### En lycée professionnel
La formation associe enseignements généraux (de 14 à 16 heures par semaine) et enseignements techniques et professionnels (de 12 à 17 heures par semaine) :
- L'enseignement général comprend du français, des mathématiques, des sciences physiques, de l'histoire et de la géographie, une langue vivante, un enseignement de vie sociale et professionnelle, de l'éducation physique et sportive. Cet enseignement est destiné à fournir les bases d'une culture générale axée sur le monde moderne. La langue vivante donne lieu uniquement à une épreuve facultative.
- L'apprentissage occupe un peu plus de la moitié des heures d'enseignement. Il se déroule sous forme de cours, de travaux pratiques et de travaux en atelier, en laboratoire ou sur le chantier en fonction de la spécialité. Il s'agit d'acquérir les savoir-faire et la technologie du métier.

Les personnes possédant déjà un diplôme de niveau IV ou V ne sont pas obligées de repasser les épreuves générales sauf celle de vie sociale et professionnelle.

### En CFA
La formation au CFA se déroule fréquemment sur 2 ans, mais peut varier de 1 à 3 ans selon le diplôme préparé, avec, en règle générale, une alternance de semaines de cours au CFA et l'apprentissage en entreprise. Un contrat de travail est signé avec une entreprise. Pendant la durée du contrat, l'apprenti est sous la responsabilité d'un maître d'apprentissage qui peut être, soit le chef d'entreprise, soit un salarié qualifié. L'apprenti passe environ trois semaines en entreprise et une semaine au CFA par mois. Les semaines de cours au CFA sont au nombre 20 (soit 10 par an) et comprennent environ 40 h de cours, combinant enseignements généraux et enseignements de compléments de pratique. La durée de la formation en centre est au moins égale à 800 heures, en cas de réduction de la durée du contrat d'apprentissage à un an, la durée de formation en centre de formation d'apprentis ne peut être inférieure à 400 heures. L'enseignement professionnel (pratique) en tant que tel est du ressort de l'entreprise. L'apprenti est considéré comme un travailleur, et non pas comme un élève. Il est ainsi rémunéré en fonction de son âge et de son année de CAP.
|                        | Avant 18 ans | de 18 à 20 ans | 21 ans et plus |
| ---------------------- | ------------ | -------------- | -------------- |
| Première année de CAP  | 25 %         | 41 %           | 53 %           |
| Deuxième année de CAP  | 37 %         | 49 %           | 61 %           |
| Troisième année de CAP | 53 %         | 65 %           | 78 %           |

## Liste des spécialités de CAP, CAPA et CAPM

Le CAP dans les études en France.

Les spécialités du diplôme se répartissent en sept secteurs pour lesquels les programmes d'enseignements généraux sont différents. Le tableau ci-dessous présente une liste non exhaustive de quelques spécialités parmi les plus populaires, et donc proposées dans de nombreux établissements. Il existe cependant des spécialités plus rares telles qu'accordeur de piano, lapidaire, taxidermiste…
La liste des certificats d'aptitude professionnelle est définie par les commissions professionnelles consultatives. Depuis la loi no 2018-771 du 5 septembre 2018 pour la liberté de choisir son avenir professionnel, onze commissions professionnelles consultatives (CPC) sont instituées auprès des ministères certificateurs en vertu des articles L. 6113-1 et suivants du code du travail. Elles remplacent les précédentes CPC, qui étaient propres à chaque ministère certificateur. Les CPC rendent des avis sur la création, la révision ou la suppression de diplômes et titres à finalité professionnelle et de leurs référentiels, dans le ou les champs professionnels relevant de leur compétence. Ces avis tiennent compte de l'évolution des qualifications, de leur usage dans le ou les champs professionnels concernés et de l'objectif de mise en cohérence des certifications professionnelles existantes. Les ministères certificateurs doivent d’obtenir un avis favorable de la CPC pour créer ou rénover un titre ou un diplôme,.
| Métiers                                       | Principales spécialités                                                                               |
| --------------------------------------------- | --- |
| Métiers de la productique et maintenance      | Carrosserie, maintenance des systèmes automatisé, maintenance des véhicules et du matériel            |
| Métiers du génie civil et du bâtiment         | Charpentier, génie civil, plâtrier-plaquiste.                                                         |
| Métiers des arts et des industries graphiques | photographe, projectionniste, métiers de l'enseigne et de la signalétique, arts du bijou, horlogerie. |
| Métiers de la santé et de la chimie           | Coiffure, petite enfance.                                                                             |
| Métiers de la vente                           | Hôte(sse) de caisse, magasinier, vendeur en boutique, employé de commerce multi-spécialités.          |
| Métiers de l'agriculture et de l'alimentation | Boulanger, boucher, cuisinier, restauration, agent polyvalent de restauration, pâtissier, charcutier  |

### Métiers de la productique et maintenance
- Aéronautique option Avionique[19],[21]
- Aéronautique option Structure[19],[22]
- Aéronautique option Systèmes[19],[23]
- Agent d'accueil et de conduite routière, transport de voyageurs[19],[24]
- Agent vérificateur d'appareils extincteurs[19],[25]
- Agent de maintenance des industries de matériaux de construction et connexes[19],[26]
- Composites, plastiques chaudronnés[19],[27]
- Conducteur d'installations de production[19],[28]
- Conducteur livreur de marchandises[19],[29]
- Conducteur opérateur de scierie[19],[30]
- Conducteur routier "marchandises"[19],[31]
- Construction des carrosseries[19],[32]
- Décolletage : opérateur régleur en décolletage[19],[33]
- Déménageur sur véhicule utilitaire léger[19],[34]
- Emballeur professionnel[19],[35]
- Interventions en maintenance technique des bâtiments[36]
- Maintenance des matériels option A - Matériels agricoles[19],[37]
- Maintenance des matériels option B -Matériels de construction et de manutention[19],[38]
- Maintenance des matériels option C: Matériels d'espaces verts[19],[39]
- Maintenance des véhicules option A - Voitures particulières[19],[40]
- Maintenance des véhicules option B - Véhicules de transport routier[19],[40]
- Maintenance des véhicules option C - Motocycles[19],[40]
- Métallier[19],[41]
- Mise en œuvre des caoutchoucs et des élastomères thermoplastiques[19],[42]
- Mise en forme des matériaux[19],[43]
- Modèles et moules céramiques[19],[44]
- Monteur de structures mobiles[19],[45]
- Monteur en chapiteaux[19],[46]
- Monteur en isolation thermique et acoustique[19],[47]
- Mouleur noyauteur - Cuivre et bronze[19],[48]
- Outillages en moules métalliques[19],[49]
- Outillages en outils à découper et à emboutir[19],[50]
- Ouvrier archetier[19],[51]
- Peinture en carrosserie[19],[52]
- Gardien d'immeuble[19],[53]
- Tonnellerie[19],[54]
- Tournage en céramique[19],[55]
- Transport fluvial[19],[56]
- Transport par câbles et remontées mécaniques[19],[57]
- Réalisations industrielles en chaudronnerie ou soudage option A - chaudronnerie[19],[58]
- Réalisations industrielles en chaudronnerie ou soudage option B - soudage[19],[59]
- Rentrayeur option A - Tapis[19],[60]
- Rentrayeur option B - Tapisserie[19],[61]
- Réparation des carrosseries[19],[62]
- Réparation entretien des embarcations de plaisance[19],[63]
- Sellerie générale[19],[64]
- Sellier harnacheur[19],[65]
- Sérigraphie industrielle[19],[66]

### Métiers du génie civil et du bâtiment
- Carreleur mosaïste
- Charpentier bois (dernière session 2021)
- Charpentier bois (première session 2022)
- Charpentier de marine
- Conducteur d'engins : travaux publics et carrières
- Constructeur bois (dernière session 2022)
- Constructeur d'ouvrages en béton armé (première session 2021)
- Constructeur de routes
- Constructeur de réseaux de canalisations de travaux publics (première session 2021)
- Couvreur
- Étancheur du bâtiment et des travaux publics
- Interventions en maintenance technique des bâtiments
- Maçon
- Menuisier Aluminium Verre
- Menuisier en sièges
- Menuisier fabricant de menuiserie, mobilier et agencement
- Menuisier installateur
- Marbrier du bâtiment et de la décoration
- Mareyage
- Maroquinerie
- Mécanicien conducteur des scieries et des industries mécaniques du bois
- Mécanicien affûteur de sciage, tranchage, déroulage
- Métiers du plâtre et de l’isolation (première session 2021)
- Métiers de la fonderie
- Peintre applicateur de revêtements
- Staffeur Ornemaniste
- Tailleur de pierre

### Métiers des arts et des industries graphiques
- Accessoiriste réalisateur
- Accordeur de piano
- Art du verre et du cristal
- Art et techniques de la bijouterie-joaillerie option Bijouterie-joaillerie
- Art et techniques de la bijouterie-joaillerie option Bijouterie-sertissage
- Art et techniques de la bijouterie-joaillerie option Polissage-finition
- Arts de la broderie
- Arts de la dentelle option Aiguille
- Arts de la dentelle option Fuseaux
- Arts de la reliure
- Arts du bois option A - Sculpteur ornemaniste
- Arts du bois option B - Tourneur
- Arts du bois option C - Marqueteur
- Arts du tapis et de la tapisserie de lisse
- Arts et techniques du verre option Décorateur
- Arts et techniques du verre option Vitrailliste
- Assistant technique en instruments de musique option Accordéon
- Assistant technique en instruments de musique option Guitare
- Assistant technique en instruments de musique option Instruments à vent
- Assistant technique en instruments de musique option Piano
- Bronzier option A - Monteur en bronze
- Bronzier option B - Ciseleur sur bronze
- Bronzier option C - Tourneur sur bronze
- Cannage et paillage en ameublement
- Décoration en céramique
- Doreur à la feuille ornemaniste
- Ébéniste
- Électricien (première session 2020)
- Émailleur d'art sur métaux
- Encadreur
- Fabrication industrielle des céramiques
- Ferronnier d'art
- Horlogerie
- Lapidaire option A - Diamant
- Lapidaire option B - Pierres de couleur
- Lutherie
- Métiers de la gravure option A - Gravure d'ornementation
- Métiers de la gravure option B - Gravure d'impression
- Métiers de la gravure option C - Gravure en modèle
- Métiers de la gravure option D - Marquage poinçonnage
- Métiers de la mode - Vêtement flou
- Métiers de la mode - Vêtement tailleur
- Métiers de la mode - Chapelier-modiste
- Orfèvre option A - Monteur en orfèvrerie
- Orfèvre option B - Tourneur repousseur en orfèvrerie
- Orfèvre option C - Polisseur aviveur en orfèvrerie
- Orfèvre option D - Planeur en orfèvrerie
- Souffleur de verre option Verrerie scientifique
- Souffleur de verre option Enseigne lumineuse
- Staffeur ornemaniste
- Signalétique et décors graphiques
- Tapissier ameublement en décor
- Tapissier ameublement en siège
- Taxidermiste

### Métiers de la santé et de la chimie
- Accompagnant éducatif petite enfance (première session 2021)
- Agent d'assainissement et de collecte des déchets liquides spéciaux
- Agent de la qualité de l'eau
- Agent de prévention et de médiation
- Agent de propreté et d'hygiène
- Assistant technique en milieux familial et collectif
- Employé technique de laboratoire
- Industries chimiques
- Installateur en froid et conditionnement d'air
- Instruments coupants et de chirurgie
- Monteur en installations sanitaires
- Monteur en installations thermiques
- Propreté de l'environnement urbain - collecte et recyclage
- Ortho-prothésiste
- Podo-orthésiste

### Métiers de la vente
- Agent de sécurité
- Armurerie (fabrication et réparation)
- Chaussure
- Cordonnerie et multiservice
- Cordonnier bottier
- Employé de commerce multi-spécialités (dernière session 2021)
- Employé de vente spécialisé option A - Produits alimentaires (dernière session 2021)
- Employé de vente spécialisé option B - Produits d'équipement courant (dernière session 2021)
- Employé de vente spécialisé option C - Service à la clientèle (dernière session 2021)
- Employé de vente spécialisé option D - Librairie-papeterie-presse (dernière session 2021)
- Equipier polyvalent du commerce (première session 2022)
- Esthétique cosmétique parfumerie (première session 2020)
- Fleuriste (première session 2020)
- Fourrure
- Métier du pressing
- Métiers du football
- Métiers de l'enseigne et de la signalétique
- Métiers de la blanchisserie
- Métiers de la coiffure (première session 2021)
- Opérateur-opératrice logistique
- Opérateur/Opératrice de service - Relation client et livraison
- Vannerie
- Vendeur magasinier en pièces de rechange et équipements automobiles (dernière session 2021)
- Vêtement de peau

### Métiers de l'agriculture et de l'alimentation
- Agent polyvalent de restauration (dernière session 2021)
- Agricole (CAPA)
- Boucher
- Boulanger
- Charcutier traiteur
- Chocolatier confiseur
- Conchyliculture (CAPM)
- Crémier-fromager
- Cuisine
- Commercialisation et services en hôtel-café-restaurant
- Glacier fabricant
- Matelot (CAPM)
- Horticulture (CAPA)
- Jardinier (CAPA)
- Pâtissier
- Poissonnier écailler
- Primeur
- Production et service en restaurations (rapide, collective, cafétéria) (première session 2022)